# Variation (Musik)
Eine Variation (lateinisch variatio, „Veränderung“) ist die Veränderung eines musikalischen Themas hinsichtlich seiner melodischen, rhythmischen, harmonischen und satztechnischen Erscheinung. Musikalische Gedanken verändert zu wiederholen ist ein Grundprinzip des Komponierens und in fast allen Gattungen und Formen wirksam. Eine besondere Rolle spielt der Form-Typus 'Thema mit Variationen', der seit dem späten 16. Jahrhundert unter vielerlei Namen nachgewiesen ist. In ihm sollen die folgenden Variationen die Gliederung des Themas beibehalten. Das Wesen der Variation wird maßgeblich durch das Verhältnis von Kontrast und Wiederholung bestimmt.
In der Musik der Renaissance und des Barock Europas war es beispielsweise üblich, dass Sänger in ihren Arien die Melodie auszierten (Diminution) und Instrumentalisten über bekannten Tanzbässen oder Liedern improvisierten, ohne dass die Variationen in einer Partitur niedergelegt waren. Diese Technik wird später etwa im Jazz angewendet. Seit dem 18. Jahrhundert schrieben die Komponisten selbst die Variationen aus und legten sogar die Verzierungen für einzelne Noten fest. Ein Thema mit Variationen kann ein Werk für sich bilden oder einen Satz innerhalb eines Zyklus wie z. B. einer Klaviersonate (z. B. Mozarts Klaviersonate KV 331), einer Violinsonate (z. B. Beethovens Violinsonate op. 47), eines Streichquartettes (z. B. Schuberts Streichquartett Der Tod und das Mädchen D 810) oder einer Symphonie (z. B. Beethovens Eroica-Sinfonie, 4. Satz) sein.
Zwar sind die meisten Variationen in der Musik für Soloinstrumente geschrieben, doch auch in der Kammermusik (s. o.) und der symphonischen Musik (z. B. Schönbergs Variationen für Orchester op. 31) sind sie zu finden. Auch Variationswerke für Soloinstrumente und Klavier (z. B. Beethovens 12 Variationen über „Ein Mädchen oder Weibchen“ aus Mozarts „Die Zauberflöte“ für Violoncello und Klavier) oder für Soloinstrumente und Orchester (z. B. Tschaikowski Rokoko-Variationen A-Dur für Violoncello und Orchester op. 33) tauchen gelegentlich auf.

## Variation als Kompositionstechnik
Variation kann kompositionstechnisch auf verschiedene Weisen durchgeführt werden. Wichtig ist dabei, dass wesentliche Eigenschaften des Grundmodells erkennbar bleiben. Verändert werden können Tempo, Dynamik, Artikulation, Tonart, Tongeschlecht, Melodie, Verzierungen, Rhythmus, Begleitung, Harmonik und Klangfarbe.
- Diminution 
Diminution beschreibt die Verzierung, Unterteilung eines melodischen oder harmonischen Gerüsts. Die Taktanzahl bzw. das rhythmische Gerüst bleibt gleich, es werden jedoch zusätzliche Töne eingefügt.
Bei einer melodischen Diminution wird eine Linie bei gleichbleibender Akkordfolge unterteilt. Beispiele hierfür sind Diskant- und Bassdiminutionen in barocken Ostinatoformen.
Bei einer harmonischen Diminution werden darüber hinaus weitere Akkorde eingesetzt, um das harmonische Gerüst zu unterteilen.
- Ornamentierung 
Weniger substanziell sind die variierenden Eingriffe der Ornamentierung. Hierbei werden Verzierungen und Schnörkel hinzugefügt, die nicht wesentlich sind, um die gesamte Linie der Melodie zu tragen. Sind dazu da, die musikalische Linie zu dekorieren oder zu verzieren. Variationen, die durch Diminution und/oder Ornamentierung des Grundmodells gebildet wurden, werden auch als Figuralvariation bezeichnet.
- Reharmonisierung
Reharmonisierung bezeichnet das Hinzufügen, Umdeuten und Ersetzen von Akkorden in einer bereits bestehenden Akkordfolge und ist vor allem in der Jazzimprovisation sehr verbreitet. Reharmonisierung kann spontan während der Improvisation und bei der Veränderung der Spannungsverhältnisse in bestehenden Melodien geschehen. Sie geschieht in klangverwandten Substitutionen oder an Stellen mit Dominanz- und Subdominanzsituationen.
- Entwickelnde Variation 
Dieser von Arnold Schönberg geprägte Begriff bezeichnet einen Variationstyp, bei dem sich die Variationen nicht mehr auf ein Ausgangsthema, sondern ihrerseits bereits auf eine Variation beziehen.

## Variation als musikalische Form in der Musikgeschichte

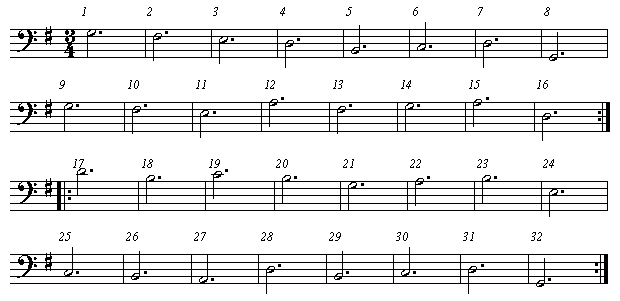
Fundamentalnoten der Goldberg-Variationen

### Renaissance und Barock
Variation als Kompositionstechnik ist in der Musik der Renaissance häufig vertreten, da dort das Ideal der Vielfalt und Abwechslung (Varietas-Prinzip) gilt, das exakte Wiederholungen vermeiden soll.
Variationen als musikalische Formen tauchen vermehrt ab dem frühen 16. Jahrhundert in Form von Ostinatovariationen auf, d. h. Variationen über feststehende Bässe/Akkordfolgen, durch den Import der Gitarre aus Spanien nach Italien bedingt. Beispiele für Ostinatovariationen sind die auch noch nach der Barockzeit bedeutende Passacaglia und Ciacona, ebenso Tanzmodelle wie Passamezzo, Romanesca oder Folia.
Im Barock wurden Variationen über Generalbassmodelle (z. B. Tanzvariationen) oder über Melodien (z. B. Liedvariationen, Cantus-Firmus-Variationen) improvisiert und komponiert. Da die variierten Tänze und Lieder in dieser Zeit sehr stark standardisiert waren, d. h. im Normalfall nicht von den Komponisten selber erstellt wurden, stellt die Komposition von Variationen darüber besondere Anforderungen. Eine komponierte Variationsfolge musste sich von bereits existierenden Variationen über das gleiche Modell deutlich abheben und individuell ausgeprägt sein.
Einer der bekanntesten Komponisten von Variationen war Johann Sebastian Bach. Seine weltbekannten Goldberg-Variationen BWV 988 stellten einen Höhepunkt barocker Variationskunst dar. Sie basieren auf einem Ostinato, welches aus 32 sog. Fundamentalnoten besteht und in allen Variationen auftaucht.

### Klassik
In der Epoche der Wiener Klassik kommt es zur Liberalisierung der Variationen. Dabei benutzt man Variationen zur Entwicklung der Stücke und als dramaturgisches Mittel.
Seit 1770 konnte zunehmend beobachtet werden, dass geläufige Themen variiert wurden, indem man jeder Variation ein Grundmodell zuordnete. Diese Kompositionsprinzipien nutzten auch klassische Komponisten, wie Wolfgang Amadeus Mozart und Joseph Haydn. Beispiele sind Mozarts Zwölf Variationen in C-Dur über das Lied „Ah, vous dirai-je, Maman“ KV 265, seine Zehn Variationen G-Dur über „Unser dummer Pöbel meint“ KV 460, Haydns Acht Sauschneider müssen sein oder der Variationssatz aus Haydns Kaiserquartett op. 76/3. Auch Beethovens 12 Variationen über „Ein Mädchen oder Weibchen“ aus Mozarts „Die Zauberflöte“ op. 66 können in diese Reihe gezählt werden. Diese Themen waren jedoch nicht wie im Barock von allgemein bekannten Liedern und Tänzen abgeleitet, sondern man verwendete eigene Themen.
In der Klassik existieren sowohl durchkomponierte Variationsfolgen, in der die Variationen nahtlos ineinander übergehen – wie es in der Barockzeit üblich war –, als auch Anordnungen, in denen die einzelnen Variation kurze einzelne Sätze darstellen. Typisch ist auch der Wechsel des Tongeschlechts in einer oder mehreren Variationen (Minore Variation: das Tongeschlecht wird in Moll geändert, Majore Variation: das Tongeschlecht wird in Dur geändert).
Mozart war in seiner Zeit der Erste, der Variationen mit Elementen der Sonate anreicherte und so wie z. B. in seiner Klaviersonate KV 331 wieder eine abgeschlossene Großform erreichte und von dem Reihungscharakter wegkam.
Haydn komponierte mit dem Andante mit Variationen f-Moll Hob. XVII/6 Doppelvariationen über zwei Themen, die eine der Rondoform nahestehende Spielart beschreiben.
Variationen werden in der Klassik auch mit anderen Formtypen, wie z. B. mit dem Rondo gemischt. Dabei werden die einzelnen Formmodelle des Rondos jeweils variiert und demnach haben die einzelnen Modelle eine Substanzgemeinschaft. Ein gutes Beispiel dafür ist der 2. Satz von Ludwig van Beethovens 7. Sinfonie. In diesem Satz wird z. T. aus der Variationsform ausgebrochen. Dabei treten auch Fugen auf. In diesem Fall haben wir einen gleichbleibenden Rhythmus.

### Romantik
In der musikalischen Epoche der Romantik gelang es, durch Variationen Seelenzustände darzustellen, da diese die Möglichkeit boten, in der Abfolge der einzelnen Sätze die Psyche und das menschliche Empfinden dem Zuhörer zu übermitteln. Diese Art der Variation wird auch als Charaktervariation bezeichnet.
Solche musikalischen Psychogramme gelangen beispielsweise Robert Schumann mit den Études symphoniques op. 13 und Felix Mendelssohn Bartholdy mit den Variations sérieuses.
Man variiert, um eine große Gesamtform zu erreichen. Dabei gerät die konsequente Variation des Themas in den Hintergrund. Es wird vom Thema abgewichen und dieses kann u. U. auch in Einzelheiten zerlegt werden, wie z. B. bei Johannes Brahms und Max Reger (fis-Moll-Variationen op. 73).
Ein berühmtes romantisches Variationswerk sind die "Mozart-Variationen" op. 132 von Max Reger.

### 20. Jahrhundert
Im 20. Jahrhundert treten die traditionellen Variationsformen in den Hintergrund. Kapitel 22 des Romans „Doktor Faustus“ von Thomas Mann bringt, ausgehend von der „Philosophie der Neuen Musik“ von Adorno, die Vorstellung des genuin Archaischen der musikalischen Form der Variation. Vgl. Jürg Baurs „Archaische Variationen“ von 1997 (s. u.).
Variation als Kompositionstechnik ist jedoch in Form der „Entwickelnden Variation“ präsent. „Entwickelnde Variation“ ist ein von Arnold Schönberg in seinem Aufsatz „Brahms, der Fortschrittliche“ geprägter Begriff, der die Kompositionstechnik der fortlaufenden Variation bezeichnet. Während Schönberg diese Form der fortwährenden Durchführungsarbeit bei Komponisten der Romantik als partiell verwirklicht ansieht, wird bei der Zwölftontechnik wird „Entwickelnde Variation“ zum musikalischen Grundprinzip erhoben, da dort aufgrund der Verwendung von Zwölftonreihen ein immanenter musikalischer Zusammenhang bestehen soll. Noch weiter geführt wird diese Idee im Serialismus ab den 1950er Jahren, der nicht nur Tonhöhen, sondern auch weitere musikalische Parameter wie Dynamik, Anschlag und Klangfarbe auf der Basis von Reihen organisiert. Diese Strömung hielt sich ungefähr bis in die 1970er Jahre und wurde teilweise sehr stark kritisiert, da das Übermaß an struktureller Organisation hörend nur schwer fassbar ist. Im Höreindruck zeigen sich häufig keine signifikanten Unterschiede zwischen Serialismus und Aleatorik (Zufallsmusik).
Auch im Jazz spielt Variation eine essentielle Rolle – in Form der Interpretation von Jazz-Standards und deren improvisatorischer und kompositorischer Variation.

## Bekannte Variationswerke (Auswahl)

### Für Orchester
- La Follia di Spagna – 26 Variationen für Orchester (1815) von Antonio Salieri
- Variationen über ein Thema von Haydn op. 56a (1874) von Johannes Brahms
- Symphonische Variationen op. 77 (1877) von Antonín Dvořák
- Enigma-Variationen (1899) von Edward Elgar
- Hiller-Variationen (1907) und Mozart-Variationen (1914) von Max Reger
- Fantasia on a Theme by Thomas Tallis (1919) von Ralph Vaughan Williams
- Variationen über ein russisches Volkslied (1922) von Paul Graener
- Variationen für Orchester op. 31 (1926–1928) von Arnold Schönberg
- Boléro (1928) von Maurice Ravel
- Metamorphoseon Modi XII (1930) von Ottorino Respighi
- Variationen über ein Husarenlied für Orchester (1931) von Franz Schmidt
- The Young Person’s Guide to the Orchestra (1946) von Benjamin Britten
- Paganinivariationen (1947) von Boris Blacher

### Für Soloinstrument(e) und Orchester
- Variationen für Klavier und Orchester über ein Thema aus „Das Fest der Handwerker“ op. 115 (1815) von Johann Nepomuk Hummel
- Variationen über „Là ci darem la mano“ aus Mozarts Don Giovanni, op. 2 (1827) von Frederic Chopin
- Rokoko-Variationen für Violoncello und Orchester (1877) von Peter Tschaikowski
- Symphonische Variationen für Klavier und Orchester (1885) von César Franck
- Don Quixote, Phantastische Variationen über ein Thema ritterlichen Charakters op. 35 (1897) für Violoncello, Bratsche und Orchester von Richard Strauss
- Variationen über ein Kinderlied (Morgen kommt der Weihnachtsmann) für Klavier und Orchester (1914) op. 25 von Ernst von Dohnanyi
- Konzertante Variationen über ein Thema von Beethoven für Klavier (linke Hand allein) mit Begleitung des Orchesters (1923) von Franz Schmidt
- Variations on I Got Rhythm für Klavier und Orchester (1934) von George Gershwin
- Rhapsodie über ein Thema von Paganini für Klavier und Orchester (1934) von Sergei Rachmaninow
- Paganinivariationen für Klavier und Orchester von Witold Lutosławski (1941/78; auch Originalversion für 2 Klaviere)

### Für Tasteninstrumente
- „Ich gieng einmal spatieren 31 mal verendert durch Herren J.L.H“ von Hans Leo Hassler
- Variationen über „Mein junges Leben hat ein End'“ von Jan Pieterszoon Sweelinck Orgelfassung, 5,79 MBⓘ/?
- Variationen über den „Harmonischen Grobschmied“ aus Suite Nr. 5 HWV 430 (1720) von Georg Friedrich Händel
- „Goldberg-Variationen“ (1741) von Johann Sebastian Bach für Clavier
- "Canonische Veränderungen über ein Weihnachtslied" BWV 769 von Johann Sebastian Bach für Orgel
- Andante mit Variationen f-Moll Hob. XVII/6 (1793) von Joseph Haydn
- Eroica-Variationen (1802), Variationen WoO 80 (1806) und Diabelli-Variationen op. 120 (1823) von Ludwig van Beethoven
- Variationen über das Thema „Une fièvre brûlante“ aus der Oper Richard Cœur de Lion von Ludwig van Beethoven
- Abegg-Variationen op. 1 von Robert Schumann
- Symphonische Etüden op. 13 (1834) von Robert Schumann
- Variations sérieuses (1842) von Felix Mendelssohn Bartholdy
- La Campanella (1851) und Variationen über Weinen, Klagen, Sorgen, Zagen (1862/3), Klavier- und Orgelfassung von Franz Liszt
- Variationen über ein Thema von Händel op. 24 (1862) und Variationen über ein Thema von Paganini (zwei Reihen) op. 35 (1866) von Johannes Brahms
- Variationen über ein Thema von Chopin, op. 22 (1903) von Sergei Rachmaninow
- Variationen und Fuge über ein Thema von Johann Sebastian Bach op. 81 (1904) von Max Reger
- Variationen und Fuge über ein Thema von Georg Philipp Telemann op. 134 (1914) von Max Reger
- Variationen über ein Thema aus Carmen (~1920) von Wladimir Horowitz
- Variationen über ein Thema von Corelli, op. 42 (1931) von Sergei Rachmaninow
- Variationen für Klavier Op. 27, (1935–1936), in drei Sätzen von Anton Webern
- Variations on a Recitative for Organ op. 40 (in D) (1941) von Arnold Schönberg
- The People United Will Never Be Defeated! (1975) von Frederic Rzewski

### Für andere Soloinstrumente
- Chaconne aus der Partita Nr. 2 für Solovioline BWV 1004 von Johann Sebastian Bach
- Variationen in G-dur über „La bergère Célimène“ KV 359 (1781) für Violine und Klavier von Wolfgang Amadeus Mozart
- 6 Variationen in G-dur über „Hélas, j'ai perdu mon amant“ KV 360 (1781) für Violine und Klavier von Wolfgang Amadeus Mozart
- 7 Variationen in Es-Dur für Violoncello und Klavier über W. A. Mozarts Arie aus der Zauberflöte „Bei Männern, welche Liebe fühlen“ WoO 46 von Ludwig van Beethoven
- Klaviertrio Nr. 11 (Variationen über „Ich bin der Schneider Kakadu'“ von Wenzel Müller) (1803) op. 121a von Ludwig van Beethoven
- Deux Thèmes Variés et Rondo op. 38 (1809) für zwei Gitarren von Ferdinando Carulli
- Variationen über eine Folia d'Espagne op. 45 von Mauro Giuliani
- Capriccio 24 a-Moll aus 24 Capricci op. 1 für Solovioline von Niccolò Paganini
- Etüde mit 60 Variationen über das Lied Baracubà für Violine und Gitarre op. 14 von Niccolo Paganini
- Introduktion und Variationen e-Moll über das Lied „Trockne Blumen“ D 802 für Flöte und Klavier von Franz Schubert
- Variationen über „Das klinget so herrlich“ aus der Oper Die Zauberflöte von W. A. Mozart, op. 9 für Gitarre von Fernando Sor[2]
- Variationen über „Nel cor più non mi sento“ op. 16 für Gitarre von Fernando Sor
- Corellivariationen für Violine allein von Henri Vieuxtemps
- Theme original varie op. 15 (1854) für Violine allein von Henryk Wieniawski
- Variations et Finale ... sur un motif favori de la Famille Suisse de Weigl op. 2 von Napoleon Coste
- Variaciones sobre un Tema de Tárrega von Agustín Barrios
- Variaciones y Fughetta sobre un Tema de Cabezón (1948) von Manuel María Ponce
- Variationen über ein Thema von Sor von  Miguel Llobet

### Für Singstimmen
- „Zefiro torna“ von Claudio Monteverdi (Chaconne, 9. Madrigalbuch, SV 251)
- „Es steh Gott auf“ von Heinrich Schütz (SWV 356, Schlussteil, zitiert/konkurriert mit Monteverdis „Zefiro torna“)[3]